# African Airlines Association
Die African Airlines Association (französisch Association des compagnies aériennes africaines), AFRAA, ist die größte Vertretung der Fluggesellschaften in Afrika. Die Organisation wurde 1968 in Accra (Ghana) gegründet und hat ihren Hauptsitz in Nairobi (Kenia). Hauptziel ist die Stärkung von Kooperationen zwischen afrikanischen Fluggesellschaften.
Derzeitiger (Stand 2024) Geschäftsführer der AFRAA ist der Kenianer Allan Kilavuka.

## Mitgliedsgesellschaften
(Stand Mai 2025)
| Fluggesellschaft                 | Land                         | Beitrittsjahr |
| -------------------------------- | ---------------------------- | ------------- |
| Afrijet                          | Gabun                        | 2022          |
| Afriqiyah Airways                | Libyen                       | 2002          |
| Air Algérie                      | Algerien                     | 1968          |
| Air Botswana                     | Botswana                     | 1991          |
| Air Burkina                      | Burkina Faso                 | 2002          |
| Air Djibouti                     | Dschibuti                    | 2019          |
| Airlink                          | Südafrika                    | 2023          |
| Air Madagascar                   | Madagaskar                   | 1975          |
| Air Mauritius                    | Mauritius                    | 1985          |
| Air Peace                        | Nigeria                      | 2019          |
| Air Senegal                      | Senegal                      | 2019          |
| Air Tanzania                     | Tansania                     | 1977          |
| Air Zimbabwe                     | Simbabwe                     | 1981          |
| Allied Air                       | Nigeria                      | 2018          |
| Asky Airlines                    | Togo                         | 2010          |
| Astral Aviation                  | Kenia                        | 2011          |
| Badr Airlines                    | Sudan                        | 2016          |
| Berniq Airways                   | Libyen                       | 2024          |
| Camair-Co                        | Kamerun                      | 2012          |
| Congo Airways                    | Demokratische Republik Kongo | 2016          |
| Eswatini Air                     | Eswatini                     | 2023          |
| Egypt Air                        | Ägypten                      | 1968          |
| Ethiopian Airlines               | Äthiopien                    | 1968          |
| Express Air Cargo                | Tunesien                     | 2023          |
| Ibom Air                         | Nigeria                      | 2023          |
| Jambojet                         | Kenia                        | 2022          |
| Kenya Airways                    | Kenia                        | 1977          |
| LAM Mozambique Airlines          | Mosambik                     | 1976          |
| Mauritania Airlines              | Mauretanien                  | 2015          |
| Medsky Airways                   | Libyen                       | 2023          |
| Nouvelair Tunisie                | Tunesien                     | 2017          |
| Overland Airways                 | Nigeria                      | 2019          |
| Precision Air                    | Tansania                     | 2006          |
| Royal Air Maroc                  | Marokko                      | 1977          |
| RwandAir                         | Ruanda                       | 2009          |
| Safarilink                       | Kenia                        | 2019          |
| Safe Air Company                 | Kenia                        | 2016          |
| Skyward Airlines                 | Kenia                        | 2023          |
| South African Airways            | Südafrika                    | 1994          |
| Sudan Airways                    | Sudan                        | 1968          |
| TAAG Angola Airlines             | Angola                       | 1978          |
| Tunisair                         | Tunesien                     | 1968          |
| Uganda National Airlines Company | Uganda                       | 2019          |
| Zambia Airways                   | Sambia                       | 2023          |
| Z. Boskovic Air Charters         | Kenia                        | 2024          |